# Saint-Avit (Loir i Cher)
Saint-Avit és un municipi francès, situat al departament del Loir i Cher i a la regió de Centre – Vall del Loira. L'any 2007 tenia 111 habitants.

## Demografia

### Població
El 2007 la població de fet de Saint-Avit era de 111 persones. Hi havia 44 famílies, de les quals 20 eren unipersonals (12 homes vivint sols i 8 dones vivint soles), 4 parelles sense fills, 16 parelles amb fills i 4 famílies monoparentals amb fills.
La població ha evolucionat segons el següent gràfic:
Habitants censats

### Habitatges
El 2007 hi havia 94 habitatges, 49 eren l'habitatge principal de la família, 34 eren segones residències i 11 estaven desocupats. Tots els 94 habitatges eren cases. Dels 49 habitatges principals, 37 estaven ocupats pels seus propietaris, 10 estaven llogats i ocupats pels llogaters i 2 estaven cedits a títol gratuït; 1 tenia una cambra, 7 en tenien dues, 9 en tenien tres, 11 en tenien quatre i 20 en tenien cinc o més. 39 habitatges disposaven pel capbaix d'una plaça de pàrquing. A 27 habitatges hi havia un automòbil i a 18 n'hi havia dos o més.

### Piràmide de població
La piràmide de població per edats i sexe el 2009 era:
| Homes | Edats   | Dones |
| ----- | ------- | ----- |
| 0     | 95 o +  | 0     |
| 0     | 90 a 94 | 0     |
| 2     | 85 a 89 | 1     |
| 1     | 80 a 84 | 5     |
| 5     | 75 a 79 | 4     |
| 5     | 70 a 74 | 5     |
| 2     | 65 a 69 | 4     |
| 5     | 60 a 64 | 5     |
| 2     | 55 a 59 | 1     |
| 5     | 50 a 54 | 3     |
| 3     | 45 a 49 | 1     |
| 7     | 40 a 44 | 2     |
| 3     | 35 a 39 | 7     |
| 5     | 30 a 34 | 2     |
| 1     | 25 a 29 | 3     |
| 0     | 20 a 24 | 0     |
| 3     | 15 a 19 | 0     |
| 6     | 10 a 14 | 4     |
| 7     | 5 a 9   | 7     |
| 4     | 0 a 4   | 1     |

## Economia
El 2007 la població en edat de treballar era de 61 persones, 46 eren actives i 15 eren inactives. De les 46 persones actives 44 estaven ocupades (24 homes i 20 dones) i 2 estaven aturades (1 home i 1 dona). De les 15 persones inactives 2 estaven jubilades, 6 estaven estudiant i 7 estaven classificades com a «altres inactius».
Activitats econòmiques
Dels 3 establiments que hi havia el 2007, 1 era d'una empresa de construcció i 2 d'empreses de serveis.
L'únic servei als particulars que hi havia el 2009 era una lampisteria.
L'any 2000 a Saint-Avit hi havia 17 explotacions agrícoles que ocupaven un total de 1.183 hectàrees.

## Poblacions més properes
El següent diagrama mostra les poblacions més properes.